# ネコ裁判
ネコ裁判（ネコさいばん）とは実際にあった簡易裁判の内容を元に登場人物・地名・団体名を特定されぬように仮名にした上でコミカルに文章化したノンフィクション作品である。
これは裁判の経過をコメディータッチで書かれた只のブログにあらず原告の荒唐無稽な思い込みで起こした裁判あっても被告となった側が自ら無実を立証しなければならずその過程において明らかな無実であるにも拘らず裁判所から金銭による和解を打診されるなどの理不尽と憤り、苦労と時間、金銭的被害を克明に描き裁判制度の問題点を提起し、相互コミュニケーションをとる事の出来ない人間と解り合う事の難しさ、誰しもが社会通念上有り得ないと思い込んでいる事、話し合いで済むはずの事でも裁判を起こされ被告になり社会的信用、信頼を失ってしまう可能性を示唆した内容となっている。
ネコ裁判のその表題からは想像も及ばない現実的かつ誰にも起こりうるシリアスな内容が話題を呼び、書籍化もされている。

## あらすじ
食堂の店主である主人公であり当該ブログの作者でもある山田タロウの家に、突然故人である祖父宛の訴状が届いた。その内容は、山田家の飼い猫が自分の車に乗って傷をつけたという川畑からの訴えであった。そもそも川畑が提示した写真の猫は、山田家の猫ではなかったが、山田タロウはなぜか裁判を受けてたつことになる。
川畑の車はオープンカーであり、屋根はホロであるため、ネコの爪で傷がつきやすい。しかし、山田は、川畑の車にはタバコの焦げ跡などもあり、ネコのせいにして賠償金で修理しようと考えていたのだろうと疑いをもっていた。
原告となった山田は、川畑の受けた損害の責が自分にないことを証明するために、仕事の合間を縫って、裁判官にあきれられるほどの執拗な証拠作成をしたのに対し、川畑の訴訟戦術はやや稚拙なものであった。
その結果、傷をつけた猫が山田家のネコであるとは立証されず、原告側の敗訴となった。
その後、山田は、訴訟相手の川畑に対し、訴訟費用のほか、11万円余と謝罪文を要求し、拒否すれば訴訟内容を町内に回覧すると伝えたが、川畑からは拒否する旨の回答書が送付されてきた。

## 反響
作者の宣伝活動等によって、当該ブログはインターネットでは大いに話題になった。ブログを使ったリアルタイム風な展開に反響は大きく、司法関係者や商業科高校の授業で使ったという教師からのコメントあった。ただし、主人公（作者）の行動に対しては、批判的な意見もあった。
角川書店よりいわゆる「ブログ本」として出版されたのち、コミック誌「コミックチャージ」へのネコ裁判の漫画の連載がなされた。映画化も確定しているといわれている。
宝島社「このブログがすごい！2006」のベスト20のうち、16位となった。

## 続ネコ裁判
完結したネコ裁判の続編として作者が始めたブログである。原告の川畑が、山田とは別の者を相手に少額訴訟を提起したというストーリーになっている。
再び、川畑が猫の写真を撮っていることを知った山田タロウは、別の誰かを訴えようとしているのではないかと推察し、その白猫の飼い主に連絡をすることにした。しかし、首輪もなく連絡先がわからないため、その猫を捕まえた上でメモつきの首輪をつけて開放した。猫が帰ってメモを読んだ飼い主の女性から電話があり、山田は「あなたも私と同じように訴えられる可能性がある」と伝えた。
山田の思惑通り、川畑は白猫の飼い主を訴えた。被告となった人物は飲酒癖があり、あまり弁が立たなかったが、山田らのサポートおよび川畑の稚拙さもあって、川畑の請求は退けられた。
前作に比べ、登場人物を増やし人物描写、サイドストーリーなどの創作部分が増やされたが、前作ほどの評判は得られず、現在のところ出版等はされていない。

## 書籍
- 『うちのネコが訴えられました!? -実録ネコ裁判-』角川書店 (2006年5月)  ISBN 4-04-883952-7

## テレビ番組
- ドラマ『おかしの家』（TBSテレビ、2015年10月21日 - 2015年12月23日）